# Кьяффарелли, Луиджи
Луиджи Кьяффарелли (итал. Luigi Chiaffarelli; 2 сентября 1856, Изерния — 16 июня 1923, Сан-Паулу) — итальянский пианист и музыкальный педагог, работавший с 1880 года в Бразилии.

## Биография
Учился в Болонской консерватории у Густаво Тофано, затем в Штутгарте у Зигмунда Леберта.
На протяжении почти сорока лет возглавлял фортепианное отделение в консерватории Сан-Паулу. Учитель трёх выдающихся бразильских пианистов: Гиомар Новаэс, Антониэтты Рудже и Жуана де Соузы Лимы, — а также ряда других крупных музыкантов (например, композитора Франсиско Миньоне, впоследствии женившегося на его дочери). Кьяффарелли приписывается фраза : «Я рассматриваю Бразилию как музыкальную провинцию Италии» (1906).
Отредактировал и опубликовал в Бразилии сборник пианистических упражнений Петера Бенуа.